# HMAS James Paterson
HMAS James Paterson – australijski holownik, używany także jako trałowiec pomocniczy przez Royal Australian Navy (RAN) w okresie I wojny światowej

## Historia
Holownik parowy ST James Paterson został zbudowany w stoczni J.P. Reynolds and Son w South Shields na zamówienie firmy James Paterson & Co z Melbourne. Statek był wodowany 21 lipca 1902, ukończono go we wrześniu tegoż roku. Mierzył 125 stóp długości, 24,1 stopy szerokości, jego zanurzenie wynosiło 12,5 stopy (38,1 x 7,34 x 3,81 m). Pojemność brutto wynosiła 247 ton. Napęd stanowiła maszyna parowa potrójnego rozprężania o średnicy cylindrów 16,25, 28 i 46 cali, i skoku cylindra 30 cali, napędzająca jedną śrubę. Moc silnika wynosiła 98 RHP. W Lloyd’s Register of Shipping statek otrzymał najwyższą klasę A1, spełniał także wszystkie warunki Board of Trade do przewozu pasażerów. Wyposażony był w najnowocześniejsze, parowe kołowroty i kabestan.  Posiadał oświetlenie elektryczne. 
Po ukończeniu wszystkich prac wykończeniowych wyruszył w podróż do Australii 16 września 1902, do Melbourne przybył 8 listopada.
Pod koniec I wojny światowej statek został zarekwirowany przez RAN i używany w roli trałowca pomocniczego. Brał udział między innymi w poszukiwaniu min postawionych przez niemiecki rajder SMS „Wolf”.
W latach 20. był jednym z najbardziej znanych i popularnych holowników Melbourne, używany był także jako statek wycieczkowy.
W 1961 holownik został sprzedany firmie McIlwraith McEacharn Ltd z Melbourne, w 1963 i 1964 był w rękach, kolejno - P.N, Denta i D.Ca Aarona. W 1965 został skonfiskowany przez Melbourne Harbor Trust Commissioners. Został złomowany 14 kwietnia 1966.

## Literatura przedmiotu
- Geoff Dougall: Of Full Steam and Taut Hawsers: The Tugs of Williamstown. 2009. ISBN 978-0-646-51642-4. Brak numerów stron w książce